# Louis Ier de Bar
Louis Ier, cardinal-duc de Bar, né vers 1379, mort le 23 juin 1430 à Varennes, est le fils de Robert Ier, duc de Bar, et de Marie de France.

## Biographie
Dixième des onze enfants du couple ducal et le plus jeune des fils, il est destiné à une carrière ecclésiastique et est :
- évêque de Poitiers de 1391 à 1395 ;
- cardinal en 1397 au titre de Sant'Agata dei Goti ;
- évêque de Langres de 1395 à 1413 ;
- évêque de Châlons de 1413 à 1420 ;
- évêque administrateur de Verdun de 1420 à 1423 et de 1424 à 1430.

Neveu du roi Charles V de France et de Philippe II de Bourgogne, en France, il joue un rôle important à partir de l'assassinat du duc d'Orléans, en 1407. En 1409, il se rend au concile de Pise avec Guy de Roye, archevêque de Reims, et Pierre d'Ailly, évêque de Cambrai. À Volti, près de Gênes, une querelle entre les maréchaux de la ville et l'archevêque de Reims dégénère et tourne à l'émeute, Guy de Roye est massacré par la foule, et Louis de Bar manque de peu d'être tué. Arrivés à Pise, les cardinaux prononcent la déchéance de l'antipape Benoît XIII d'Avignon et du pape Grégoire XII de Rome et élisent Alexandre V, élection censée mettre fin au Grand Schisme d'Occident, mais qui ajouta encore plus de confusion, les deux rivaux cités refusant de se démettre.
La mort de ses frères avant lui et notamment d'Édouard III, duc de Bar, et de Jean, seigneur de Puisaye, tués à Azincourt en défendant la France contre les Anglais, le 25 octobre 1415, fait tomber la succession de ces princes aux mains de Louis de Bar, le seul fils survivant de Robert Ier, duc de Bar et de Marie de France (1344-1404). Le cardinal de Bar doit défendre son héritage contre son beau-frère Adolphe Ier, duc de Juliers et de Berg, qui considère que Louis, en tant que clerc, n'est pas apte à hériter du duché. Louis réussit à vaincre Adolphe.
Louis de Bar, trop âgé pour renoncer à l'état ecclésiastique qu'il a embrassé dans sa jeunesse et se marier pour engendrer un héritier, accepte la couronne ducale du Barrois, tout en conservant le titre de cardinal, et la crosse épiscopale de Châlons, qu'il permute ultérieurement pour celle de Verdun, ville plus rapprochée que Châlons de son héritage.
Ce prince que son âge, son état et sans doute aussi son caractère, éloignent des habitudes guerrières, s'applique, dès le commencement de son règne, à cicatriser les plaies que les hostilités survenues entre le duché de Lorraine et le Barrois, en guerre depuis plusieurs années, avaient faites au duché de Bar : il recherche l'amitié du duc de Lorraine et la paix. Il ne tarde pas à obtenir l'une et l'autre. Les deux princes signent, le 4 décembre 1415, un traité qui met fin aux événements désastreux dont les deux duchés ont été le théâtre sur la fin du règne de Robert et sous celui d'Édouard III.
Après avoir assuré la paix au dehors de ses états, le cardinal de Bar s'occupe de rétablir le calme au dedans. C'est à son penchant pour la paix qu'est due la création de l'Ordre du Lévrier, « ou de la Fidélité », qui devient l'Ordre de Saint-Hubert. Cette institution, créée évidemment pour maintenir, dans le duché de Bar et le marquisat du Pont, l'ordre et la tranquillité, se forme à Bar-le-Duc, sous la protection du Cardinal, et les statuts sont arrêtés en sa présence, le 31 mai 1416.
En 1419, pour mettre fin au différend entre les ducs de Bar et de Lorraine, qui dure depuis plusieurs siècles, il négocie le mariage de son petit-neveu et héritier René d'Anjou avec la fille et héritière de Charles II de Lorraine, et lui confie le gouvernement du duché de Bar dès 1420.
Le cardinal de Bar devient évêque de Verdun en 1430. La même année, il meurt le 23 juin à Varennes et, conformément à ses dernières volontés, est enterré dans sa cathédrale de Verdun,.